# Cinturón de Kuiper

Imagen artística del cinturón de Kuiper y de la nube de Oort.

El cinturón de Kuiper (pronunciado [ˈkœypər]), ocasionalmente llamado cinturón de Edgeworth-Kuiper, es un disco circunestelar en el sistema solar exterior, que se extiende desde la órbita de Neptuno (a 30 UA) hasta aproximadamente 50 UA del Sol. Es similar al cinturón de asteroides, pero es mucho más grande: 20 veces más ancho y 20 a 200 veces más masivo. Al igual que el cinturón de asteroides, se compone principalmente de pequeños cuerpos o restos de cuando se formó el sistema solar. Si bien muchos asteroides están compuestos principalmente de roca y metal, la mayoría de los objetos del cinturón de Kuiper están compuestos principalmente de volátiles congelados (denominados "hielos"), como metano, amoníaco y agua. El cinturón de Kuiper alberga cuatro planetas enanos reconocidos oficialmente: Plutón, Eris, Haumea y Makemake. Algunas de las lunas del sistema solar, como Tritón de Neptuno y Febe de Saturno, pueden haberse originado en la región.

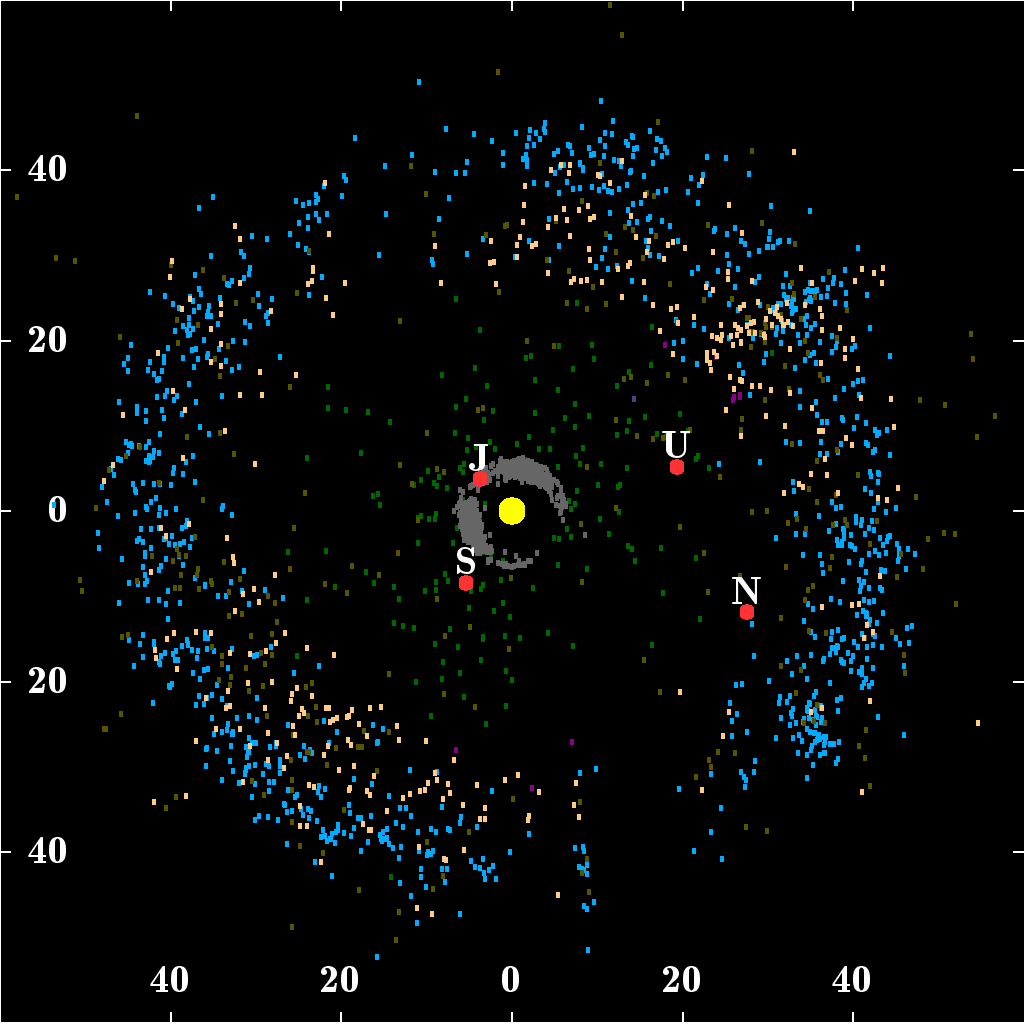
Objetos conocidos del cinturón de Kuiper, derivados de los datos del Centro de Planetas Menores. Los objetos en el cinturón de Kuiper son de color azul, mientras que los objetos dispersos son de color naranja. Los cuatro planetas exteriores son de color rojo. Algunos troyanos conocidos de Neptuno son de color morado, mientras que los de Júpiter son de color gris. Los objetos dispersos entre la órbita de Júpiter y el cinturón de Kuiper, en verde, son conocidos como centauros. La escala está en unidades astronómicas. La diferencia marcada en la parte inferior se debe a las dificultades de la detección en el contexto del plano de la Vía Láctea.

El cinturón de Kuiper lleva el nombre del astrónomo neerlandés-estadounidense Gerard Kuiper que conjeturó sobre una estructura similar, pero no predijo su existencia. En 1980 el astrónomo uruguayo Julio Ángel Fernández publicó un artículo en el que sugería la existencia de un cinturón de cometas más allá de Neptuno, que podría servir como fuente de cometas de período corto. Aunque el cinturón de Kuiper debe su nombre a Gerard Kuiper, Fernández fue el investigador que predijo por primera vez su existencia.
En 1992, se descubrió el planeta menor (15760) Albion, el primer objeto del cinturón de Kuiper (KBO, por sus siglas en inglés) desde Plutón y Caronte. Desde su descubrimiento, el número de KBO conocidos ha aumentado a miles, y se cree que existen más de 100.000 KBO de más de 100 km de diámetro. Inicialmente se pensó que el cinturón de Kuiper era el principal depósito de cometas periódicos, aquellos con órbitas que duraban menos de 200 años. Los estudios realizados desde mediados de la década de 1990 han demostrado que el cinturón es dinámicamente estable y que el verdadero lugar de origen de los cometas es el disco disperso, una zona dinámicamente activa creada por el movimiento hacia afuera de Neptuno hace 4500 millones de años. Los objetos de disco dispersos como Eris tienen órbitas extremadamente excéntricas que los llevan hasta 100 UA del Sol.
El cinturón de Kuiper es distinto de la teórica nube de Oort, que está mil veces más distante y es en su mayoría esférica. Los objetos dentro del cinturón de Kuiper, junto con los miembros del disco disperso y cualquier posible nube de Hills u objeto de nube de Oort, se denominan colectivamente objetos transneptunianos (TNO, por sus siglas en inglés). Plutón es el miembro más grande y masivo del cinturón de Kuiper, y el TNO más grande y segundo más masivo conocido, solo superado por Eris en el disco disperso. Originalmente considerado un planeta, el estado de Plutón como parte del cinturón de Kuiper hizo que fuera reclasificado como planeta enano en 2006. Es compositivamente similar a muchos otros objetos del cinturón de Kuiper y su período orbital es característico de una clase de KBO, conocida como "plutinos".
El cinturón de Kuiper y Neptuno pueden tratarse como un marcador de la extensión del sistema solar, siendo las alternativas la heliopausa y la distancia a la que la influencia gravitacional del Sol se compara con la de otras estrellas (estimada entre 50.000 UA y aproximadamente 2 años luz).

## Historia

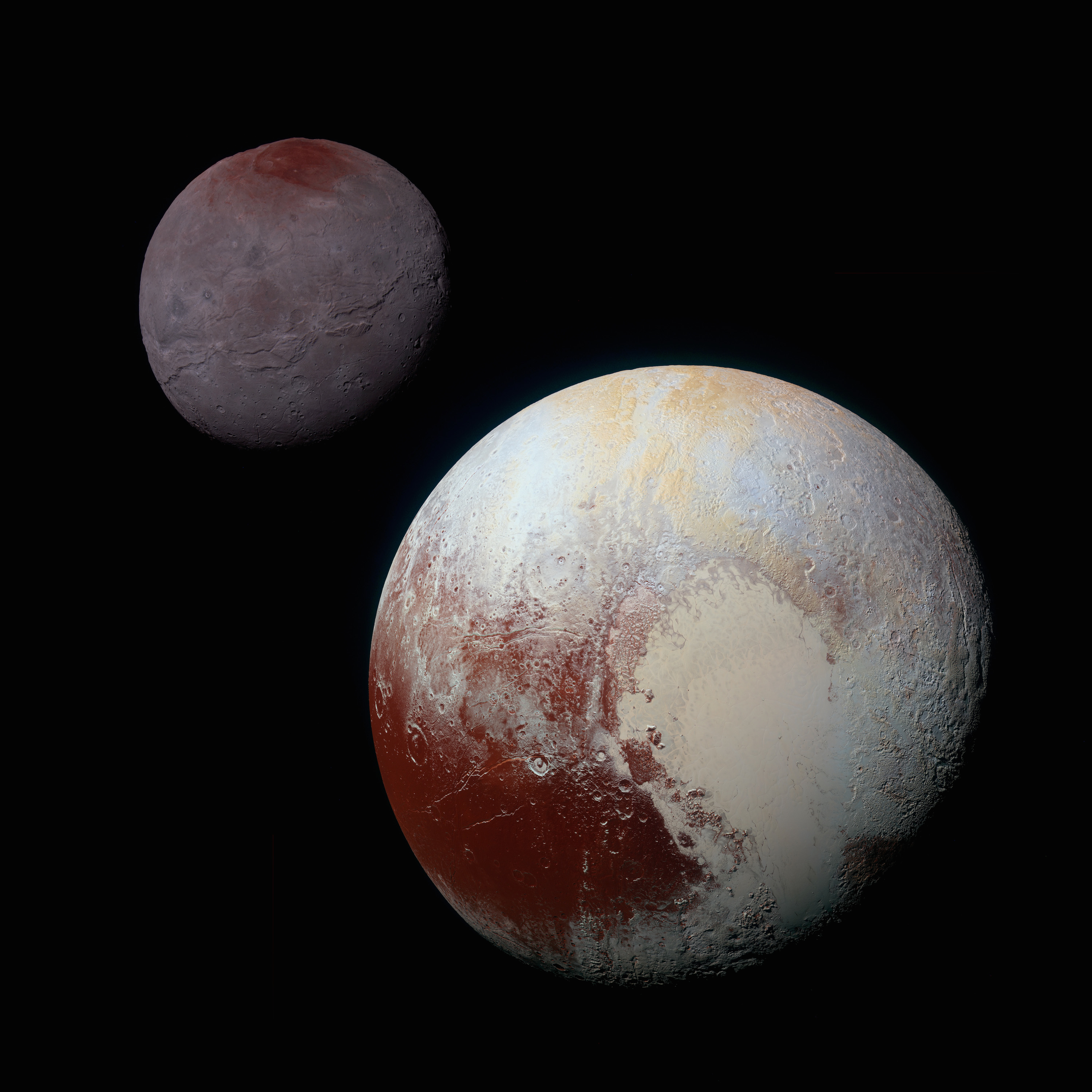
Plutón y Caronte

Después del descubrimiento de Plutón en 1930, muchos especularon que podría no estar solo. La región que ahora se llama cinturón de Kuiper se planteó como hipótesis de diversas formas durante décadas. Recién en 1992 se encontró la primera prueba directa de su existencia. El número y la variedad de especulaciones anteriores sobre la naturaleza del cinturón de Kuiper han llevado a una incertidumbre continua sobre quién merece crédito por proponerlo primero.

### Hipótesis
El primer astrónomo que sugirió la existencia de una población transneptuniana fue Frederick C. Leonard. Poco después del descubrimiento de Plutón por Clyde Tombaugh en 1930, Leonard reflexionó sobre si "no era probable que en Plutón haya salido a la luz el primero de una serie de cuerpos ultraneptunianos, cuyos miembros restantes aún esperan ser descubiertos pero que finalmente están destinados a ser detectados". Ese mismo año, el astrónomo Armin O. Leuschner sugirió que Plutón "puede ser uno de los muchos objetos planetarios de largo período aún por descubrir".

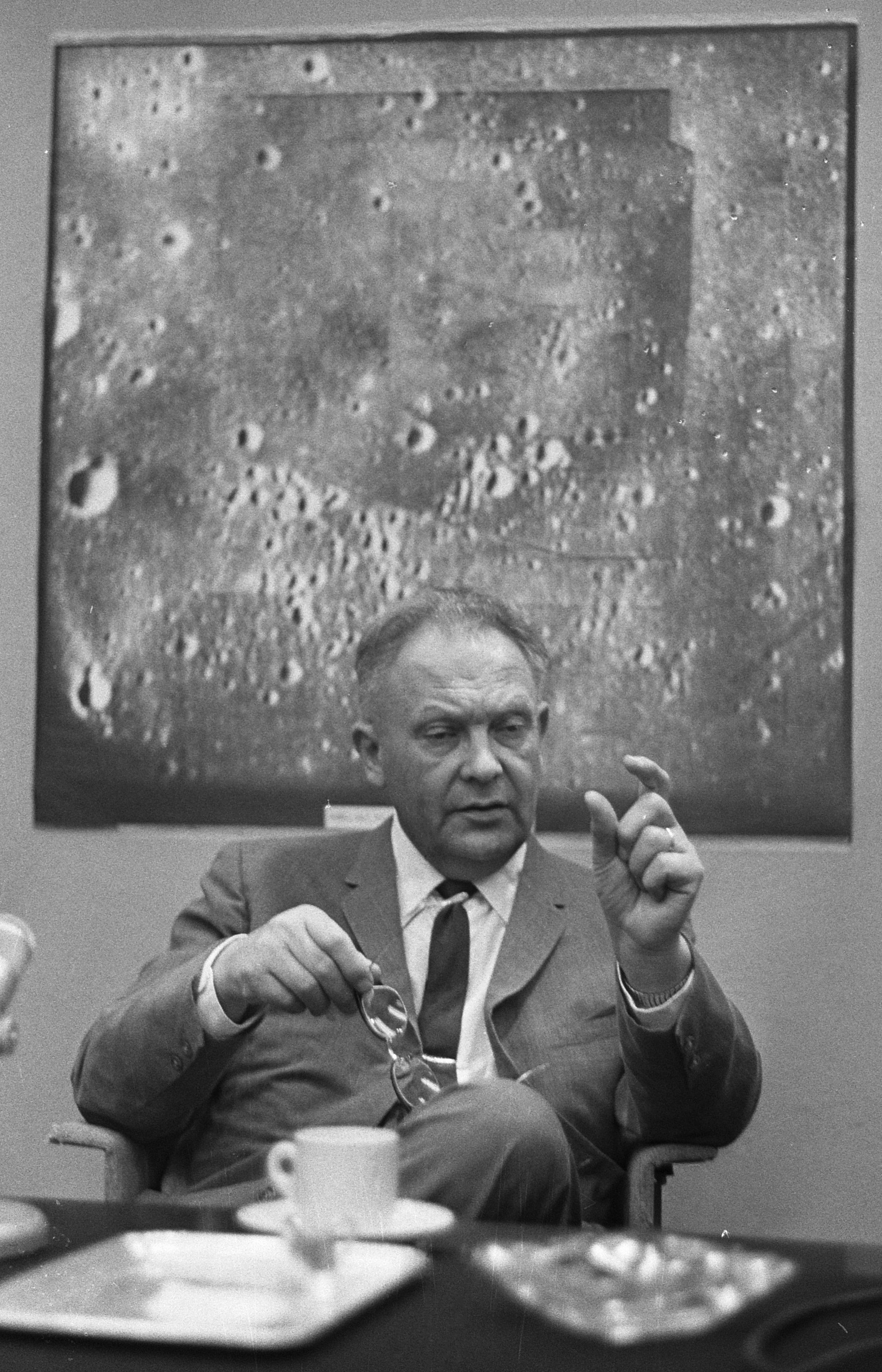
El astrónomo Gerard Kuiper, que da nombre al cinturón de Kuiper

En 1943, en el Journal of the British Astronomical Association, Kenneth Edgeworth planteó la hipótesis de que, en la región más allá de Neptuno, el material dentro de la nebulosa solar primordial estaba demasiado espaciado para condensarse en planetas y, por lo tanto, más bien condensado en una miríada de cuerpos más pequeños. De esto concluyó que "la región exterior del sistema solar, más allá de las órbitas de los planetas, está ocupada por una gran cantidad de cuerpos comparativamente pequeños" y que, de vez en cuando, uno de ellos "se aleja de su propia esfera y aparece como un visitante ocasional del sistema solar interior", convirtiéndose en cometa.
En 1951, en un artículo publicado en Astrophysics: A Topical Symposium, Gerard Kuiper especuló que un disco similar se había formado temprano en la evolución del sistema solar, pero no creía que tal cinturón todavía existiera hoy. Kuiper operaba bajo la suposición, común en su época, de que Plutón era del tamaño de la Tierra y, por lo tanto, había dispersado estos cuerpos hacia la nube de Oort o fuera del Sistema Solar. Si la hipótesis de Kuiper fuera correcta, hoy no habría un cinturón de Kuiper.
La hipótesis adoptó muchas otras formas en las décadas siguientes. En 1962, el físico Al G.W. Cameron postuló la existencia de "una enorme masa de material pequeño en las afueras del sistema solar". En 1964, Fred Whipple, quien popularizó la famosa hipótesis de la "bola de nieve sucia" para la estructura del cometa, pensó que un "cinturón de cometas" podría ser lo suficientemente masivo como para causar las supuestas discrepancias en la órbita de Urano que habían provocado la búsqueda del Planeta X, o, al menos, lo suficientemente masivo como para afectar las órbitas de cometas conocidos. La observación descartó esta hipótesis.
En 1977, Charles Kowal descubrió 2060 Chiron, un planetoide helado con una órbita entre Saturno y Urano. Usó un microscopio de parpadeo, el mismo dispositivo que le había permitido a Clyde Tombaugh descubrir Plutón casi 50 años antes. En 1992 otro objeto, 5145 Pholus, fue descubierto en una órbita similar. Hoy en día, se sabe que existe una población completa de cuerpos parecidos a cometas, llamados centauros, en la región entre Júpiter y Neptuno. Las órbitas de los centauros son inestables y tienen una vida dinámica de unos pocos millones de años. Desde el momento del descubrimiento de Quirón en 1977, los astrónomos han especulado que, por lo tanto, los centauros deben reponerse con frecuencia mediante algún depósito externo.
Más tarde, del estudio de los cometas surgieron más pruebas de la existencia del cinturón de Kuiper. Se sabe desde hace algún tiempo que los cometas tienen una vida útil finita. A medida que se acercan al Sol, su calor hace que sus superficies volátiles se sublimen en el espacio, dispersándolas gradualmente. Para que los cometas sigan siendo visibles durante la era del sistema solar, deben reponerse con frecuencia. Una de esas áreas de reabastecimiento es la nube de Oort, un enjambre esférico de cometas que se extiende más allá de las 50.000 UA desde el Sol, cuya primera hipótesis fue el astrónomo neerlandés Jan Oort en 1950. Se cree que la nube de Oort es el punto de origen de cometas de período largo, que son aquellos, como Hale-Bopp, con órbitas que duran miles de años.
Existe otra población de cometas, conocida como cometas de período corto o periódicos, que consiste en aquellos cometas que, como el cometa Halley, tienen períodos orbitales de menos de 200 años. En la década de 1970, la velocidad a la que se estaban descubriendo cometas de período corto se estaba volviendo cada vez más inconsistente con su surgimiento únicamente de la nube de Oort. Para que un objeto de la nube de Oort se convierta en un cometa de período corto, primero tendría que ser capturado por los planetas gigantes. En un artículo publicado en Monthly Notices of the Royal Astronomical Society en 1980, el astrónomo uruguayo Julio Fernández afirmó que por cada cometa de período corto que fuera enviado al interior del sistema solar desde la nube de Oort, 600 tendrían que ser eyectados al espacio interestelar. Especuló que se requeriría un cinturón de cometas de entre 35 y 50 UA para dar cuenta del número observado de cometas. Siguiendo el trabajo de Fernández, en 1988 el equipo canadiense de Martin Duncan, Tom Quinn y Scott Tremaine realizó una serie de simulaciones por computadora para determinar si todos los cometas observados podrían haber llegado desde la nube de Oort. Descubrieron que la nube de Oort no podía dar cuenta de todos los cometas de período corto, especialmente porque los cometas de período corto se agrupan cerca del plano del sistema solar, mientras que los cometas de la nube de Oort tienden a llegar desde cualquier punto del cielo. Con un "cinturón", como lo describió Fernández, agregado a las formulaciones, las simulaciones coincidieron con las observaciones. Según se informa, debido a que las palabras "Kuiper" y "cinturón de cometas" aparecieron en la frase inicial del artículo de Fernández, Tremaine llamó a esta hipotética región "cinturón de Kuiper".

### Descubrimiento

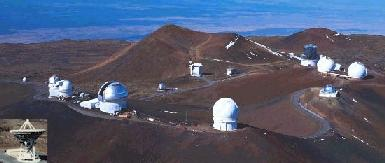
El conjunto de telescopios en la cima de Mauna Kea, con el que se descubrió el cinturón de Kuiper

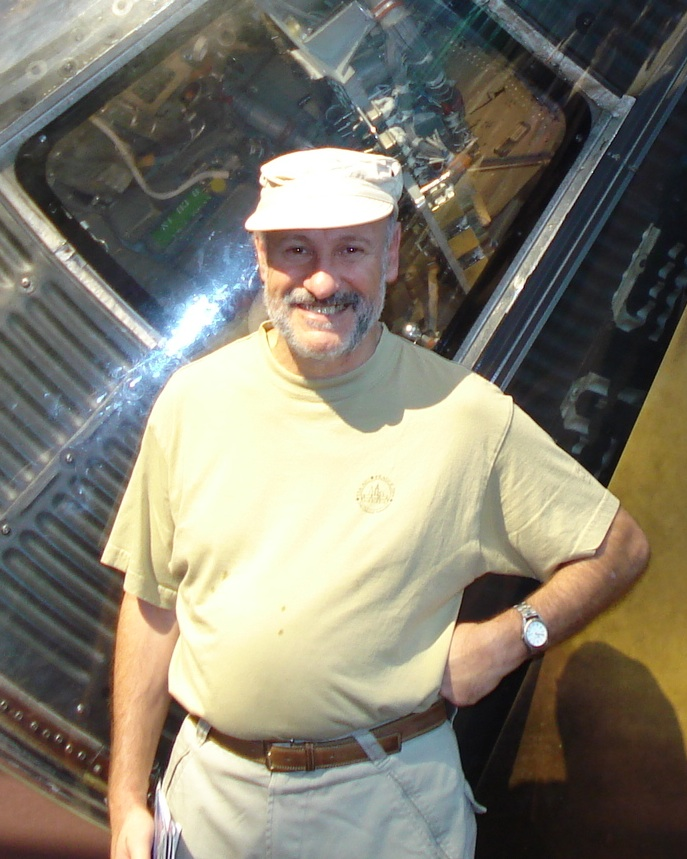
En 1980, el astrónomo uruguayo Julio Fernández descartó la Nube de Oort como un reservorio de cometas de período corto. Debido a que las palabras "Kuiper" y "cinturón de cometas" aparecieron en la frase inicial del artículo de Fernández, se denominó a esta hipotética región como "cinturón de Kuiper".

En 1987, el astrónomo David Jewitt, entonces del MIT, se sintió cada vez más desconcertado por "el aparente vacío del sistema solar exterior". Alentó a la entonces estudiante de posgrado Jane Luu a que lo ayudara en su esfuerzo por localizar otro objeto más allá de la órbita de Plutón, porque, como él le dijo, "Si no lo hacemos, nadie lo hará". Utilizando telescopios en el Observatorio Nacional Kitt Peak en Arizona y el Observatorio Interamericano Cerro Tololo en Chile, Jewitt y Luu llevaron a cabo su búsqueda de la misma manera que lo hicieron Clyde Tombaugh y Charles Kowal, con un microscopio de parpadeo. Inicialmente, el examen de cada par de placas tomó aproximadamente ocho horas, pero el proceso se aceleró con la llegada de dispositivos electrónicos de carga acoplada o CCD, que, aunque su campo de visión era más estrecho, no solo eran más eficientes en la recolección de luz (retuvieron el 90% de la luz que los golpeó, en lugar del 10% logrado por fotografías) pero permitió que el proceso de parpadeo se hiciera virtualmente, en una pantalla de computadora. Hoy en día, los CCD forman la base de la mayoría de los detectores astronómicos. En 1988, Jewitt se trasladó al Instituto de Astronomía de la Universidad de Hawái. Más tarde, Luu se unió a él para trabajar en el telescopio de 2,24 m de la Universidad de Hawái en Mauna Kea. Finalmente, el campo de visión de los CCD aumentó a 1024 por 1024 píxeles, lo que permitió que las búsquedas se realizaran mucho más rápidamente. Finalmente, luego de cinco años de búsqueda, Jewitt y Luu anunciaron el 30 de agosto de 1992 el "Descubrimiento del candidato cinturón de Kuiper objeto 1992 QB1". Seis meses después, descubrieron un segundo objeto en la región, (181708) 1993 FW. Para 2018, se habían descubierto más de 2000 objetos de cinturones de Kuiper.
Más de mil cuerpos se encontraron en un cinturón en los veinte años (1992-2012), después de encontrar 1992 QB1 (nombrado en 2018, 15760 Albion), mostrando un vasto cinturón de cuerpos más que Plutón y Albion. Para la década de 2010, se desconoce en gran medida el alcance y la naturaleza completos de los cuerpos del cinturón de Kuiper. Finalmente, a fines de la década de 2010, dos objetos del cinturón de Kuiper pasaron de cerca de una sonda espacial, lo que proporcionó observaciones mucho más cercanas del sistema plutoniano.
Los estudios realizados desde que se trazó por primera vez la región transneptuniana han demostrado que la región ahora llamada cinturón de Kuiper no es el punto de origen de los cometas de período corto, sino que derivan de una población vinculada llamada disco disperso. El disco disperso se creó cuando Neptuno migró hacia el exterior en el cinturón de proto-Kuiper, que en ese momento estaba mucho más cerca del Sol, y dejó a su paso una población de objetos dinámicamente estables que nunca podrían verse afectados por su órbita (el cinturón de Kuiper propiamente dicha), y una población cuyos perihelios están lo suficientemente cerca como para que Neptuno aún pueda perturbarlos mientras viaja alrededor del Sol (el disco disperso). Debido a que el disco disperso es dinámicamente activo y el cinturón de Kuiper relativamente estable dinámicamente, el disco disperso ahora se considera el punto de origen más probable para los cometas periódicos.

### Nombre
Los astrónomos a veces usan el nombre alternativo de cinturón de Edgeworth-Kuiper para acreditar a Edgeworth, y los objetos del cinturón de Kuiper se conocen ocasionalmente como "objetos Edgeworth-Kuiper". Brian G. Marsden afirma que ninguno de los dos merece un crédito verdadero: "Ni Edgeworth ni Kuiper escribieron sobre nada remotamente parecido a lo que estamos viendo ahora, pero Fred Whipple sí". David Jewitt comenta: "En todo caso, diría que J. Fernández casi merece el crédito por predecir el Cinturón de Kuiper basado en declaraciones claras y razonamiento físico. Su artículo de 1980 (Monthly Notices of the Royal Astronomical Society, 192, 481-491) merece una lectura atenta".
Los objetos del cinturón de Kuiper a veces se denominan "kuiperoides", un nombre sugerido por Clyde Tombaugh. Varios grupos científicos recomiendan el término "objeto transneptuniano" (TNO) para los objetos en el cinturón porque el término es menos controvertido que todos los demás; sin embargo, no es un sinónimo exacto, ya que los TNO incluyen todos los objetos que orbitan alrededor del Sol más allá del órbita de Neptuno, no solo los del cinturón de Kuiper.

## Referencias históricas

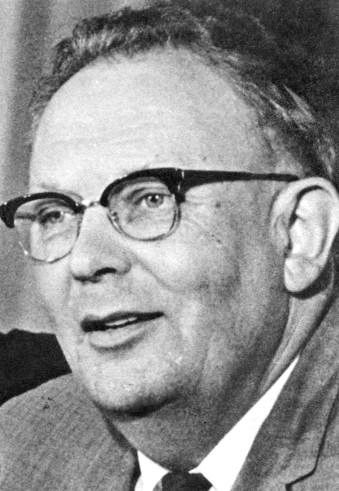
Gerard Kuiper.

## Objetos del cinturón de Kuiper

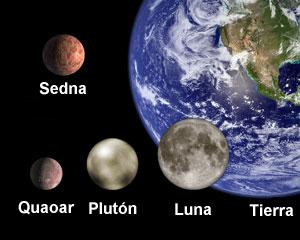
Comparación de tamaños entre los objetos del cinturón de Kuiper Sedna y Quaoar con la Tierra, la Luna y Plutón.

### Características orbitales

Proyecciones de las órbitas de los plutinos (rojo) y de los objetos clásicos o cubewanos (azul). La línea amarilla es la órbita de Neptuno

## Origen

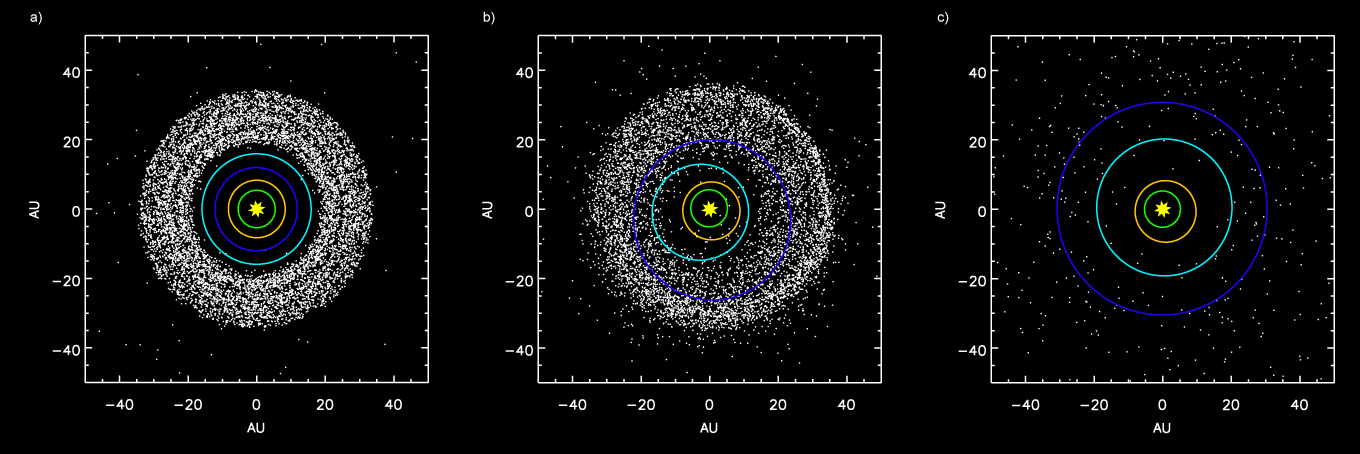
Simulación que muestra los planetas exteriores y el cinturón de Kuiper: a) Antes de la resonancia Júpiter/Saturno 2:1 b) Dispersión de los objetos del cinturón de Kuiper en el sistema solar después de la alteración de la órbita de Neptuno c) Tras la expulsión de los objetos del cinturón de Kuiper por Júpiter.